# اسکار نیستراش
اسکار نیستراش (انگلیسی: Oscar Nierstrasz؛ زادهٔ ۱۵ اکتبر ۱۹۵۷) استاد مؤسسه علوم کامپیوتر (IAM) در دانشگاه برن و متخصص در مهندسی نرم‌افزار و زبان برنامه‌نویسی اهل سوئیس است.